# George Schaefer
George Louis Schaefer (Wallingford Center, Connecticut, Estats Units, 16 de desembre de 1920 − Los Angeles, Califòrnia, Estats Units, 10 de setembre de 1997) va ser un director de cinema, productor i guionista estatunidenc.

## Filmografia

### Director
- 1954: Richard II (TV)
- 1955: One Touch of Venus (TV)
- 1955: Alice in Wonderland (TV)
- 1956: The Taming of the Shrew (TV)
- 1957: The Yeomen of the Guard (TV)
- 1957: The Green Pastures (TV)
- 1958: Kiss Me Kate (sèries TV) (TV)
- 1958: Gift of the Magi (TV)
- 1959: Casa de nines (A Doll's House) (TV)
- 1959: Meet Me in St. Louis (TV)
- 1960: The Tempest (TV)
- 1960: Macbeth (TV)
- 1961: Give Us Barabbas (TV)
- 1961: Victoria Regina (TV)
- 1962: Cyrano de Bergerac (TV)
- 1963: Pygmalion (TV)
- 1963: The Invincible Mr. Disraeli (TV)
- 1963: The Patriots (TV)
- 1964: The Holy Terror (TV)
- 1964: Abe Lincoln in Illinois (TV)
- 1965: Eagle in a Cage (TV)
- 1965: Inherit the Wind (TV)
- 1966: Lamp at Midnight (TV)
- 1966: Barefoot in Athens (TV)
- 1967: Soldier in Love (TV)
- 1967: Do Not Go Gentle Into That Good Night (TV)
- 1968: My Father and My Mother (TV)
- 1968: Elizabeth the Queen (TV)
- 1968: The Admirable Crichton (TV)
- 1969: El pèndol (Pendulum)
- 1969: Generation
- 1971: Doctors' Wives
- 1971: Gideon (TV)
- 1972: A War of Children (TV)
- 1973: A Time for Love (TV)
- 1974: F. Scott Fitzgerald and 'The Last of the Belles' (TV)
- 1974: Once Upon a Scoundrel
- 1975: In This House of Brede (TV)
- 1976: Truman at Potsdam (TV)
- 1976: The Last of Mrs. Lincoln (TV)
- 1976: Amelia Earhart (TV)
- 1977: Our Town (TV)
- 1977: The Girl Called Hatter Fox (TV)
- 1978: The Second Barry Manilow Special (TV)
- 1978: L'enemic del poble (An Enemy of the People)
- 1978: First, You Cry (TV)
- 1978: Who'll Save Our Children? (TV)
- 1979: Blind Ambition (fulletó TV)
- 1979: Mayflower: The Pilgrims' Adventure (TV)
- 1981: The Bunker (TV)
- 1981: The People vs. Jean Harris (TV)
- 1982: Deadly Game (TV)
- 1982: A Piano for Mrs. Cimino (TV)
- 1983: The Best Christmas Pageant Ever (TV)
- 1983: Right of Way (TV)
- 1984: Children in the Crossfire (TV)
- 1985: Stone Pillow (TV)
- 1986: Mrs. Delafield Wants to Marry (TV)
- 1988: Laura Lansing Slept Here (TV)
- 1992: The Man Upstairs (TV)
- 1998: Harvey (TV)

### Productor
- 1957: The Yeomen of the Guard (TV)
- 1958: Gift of the Magi (TV)
- 1959: Casa de nines (A Doll's House) (TV)
- 1960: The Tempest (TV)
- 1961: Give Us Barabbas (TV)
- 1961: Victoria Regina (TV)
- 1963: The Invincible Mr. Disraeli (TV)
- 1964: The Holy Terror (TV)
- 1966: Lamp at Midnight (TV)
- 1966: Barefoot in Athens (TV)
- 1967: Soldier in Love (TV)
- 1968: Elizabeth the Queen (TV)
- 1968: A Punt, a Pass, and a Prayer (TV)
- 1971: Gideon (TV)
- 1972: A War of Children (TV)
- 1975: In This House of Brede (TV)
- 1976: The Last of Mrs. Lincoln (TV)
- 1977: Our Town (TV)
- 1977: The Girl Called Hatter Fox (TV)
- 1978: An Enemy of the People
- 1978: Who'll Save Our Children? (TV)
- 1979: Blind Ambition (fulletó TV)
- 1981: The Bunker (TV)
- 1981: The People vs. Jean Harris (TV)
- 1982: A Piano for Mrs. Cimino (TV)
- 1983: The Best Christmas Pageant Ever (TV)
- 1983: Right of Way (TV)
- 1984: Children in the Crossfire (TV)
- 1986: Mrs. Delafield Wants to Marry (TV)
- 1988: Laura Lansing Slept Here (TV)
- 1992: The Man Upstairs (TV)

### Guionista
- 1943: Istanbul
- 1960: Macbeth (TV)

## Premis i nominacions

### Premis
- 1959: Primetime Emmy al millor director de programa dramàtic per Little Moon of Alban
- 1961: Primetime Emmy al millor director de programa dramàtic per Macbeth
- 1961: Primetime Emmy al millor programa de l'any per Macbeth
- 1962: Primetime Emmy al millor programa de l'any per Victoria Regina
- 1965: Primetime Emmy al millor programa d'entreteniment per The Magnificent Yankee
- 1968: Primetime Emmy al millor programa dramàtic per Elizabeth the Queen
- 1973: Primetime Emmy al millor programa dramàtic o còmic per A War of Children

### Nominacions
- 1958: Primetime Emmy al millor director per The Green Pastures
- 1961: Os d'Or per Hallmark Hall of Fame
- 1962: Primetime Emmy al millor director de programa dramàtic per Victoria Regina
- 1963: Primetime Emmy al millor director de programa dramàtic per Invincible Mr. Disraeli
- 1964: Primetime Emmy al millor director de programa dramàtic per The Patriots
- 1966: Primetime Emmy al millor programa dramàtic per Inherit the Wind
- 1966: Primetime Emmy al millor director de programa dramàtic per Inherit the Wind
- 1966: Primetime Emmy al millor director de programa dramàtic per Eagle in a Cage
- 1967: Primetime Emmy al millor director de programa dramàtic per Anastasia
- 1966: Primetime Emmy al millor programa dramàtic per CBS Playhouse
- 1968: Primetime Emmy al millor director de programa dramàtic per CBS Playhouse
- 1973: Primetime Emmy al millor director de programa dramàtic per A War of Children
- 1976: Primetime Emmy al millor director de sèrie dramàtic per Lincoln
- 1978: Primetime Emmy al millor director de varietats o especial musical per The Second Barry Manilow Special
- 1978: Primetime Emmy al millor programa especial còmic o dramàtic per Our Town
- 1978: Primetime Emmy al millor director de programa especial còmic o dramàtic per Our Town
- 1979: Primetime Emmy a la millor sèrie per Blind Ambition
- 1984: Primetime Emmy al millor programa infantil per The Best Christmas Pageant Ever
- 1986: Primetime Emmy al millor especial dramàtic o còmic per Mrs. Delafield Wants to Marry